# Ополайс, Кристине
Кри́стине О́полайс (латыш. Kristīne Opolais) — латвийская оперная певица (сопрано).

## Биография
Родилась 12 ноября 1979 года в Резекне, Латвийская ССР, СССР, в музыкальной семье: мама была певицей, отец — трубачом. Отец — латгалец, мать — белоруска. По словам Кристине, именно её мать решила, что она будет оперной певицей. Фамилия Opolais (латг. круглый) является латгальской фамилией с мужским окончанием. Женский вариант — Opolā. На практике женские фамилии с мужским окончанием, например, Kristīne Opolais, всё ещё присутствуют, и часто владельцы фамилий оправдывают это традиционным написанием семейной фамилии.

### Образование
Высшее музыкальное образование получила в Латвийской музыкальной академии имени Я. Витолса (класс профессора Р. С. Фринберг, конц. Маргарита Груздева).

### Карьера
Оперный дебют Кристине состоялся в 2001 году в Латвийской национальной опере, с 2003 года она являлась солисткой театра. Там же она познакомилась со своим будущим мужем, дирижёром Андрисом Нелсонсом. В 2006 году, после дебюта в Берлинской государственной опере, Кристине получила широкое признание. Затем последовали дебюты в миланском театре Ла Скала, а также в Венской государственной опере в 2008 году, и в Баварской государственной опере в 2010 году, где она исполняла заглавную партию в опере Антонина Дворжака «Русалка» в постановке Мартина Кушея.
В 2011 году состоялся дебют Кристине Ополайс в Ковент-Гардене исполнением партии Чио-Чио-Сан в опере Дж. Пуччини «Мадам Баттерфляй» в постановке Андриса Нелсонса; в том же году состоялась их свадьба. В 2013 году Кристине выступала в рамках серии концертов «The Proms» в лондонском Альберт-холле, где исполняла с Симфоническим оркестром Бирмингема арии Верди и П. И. Чайковского.
5 апреля 2014 года Кристине Ополайс дебютировала в Метрополитен-опера в опере Дж. Пуччини «Богема», заменив заболевшую Аниту Хартиг в партии Мими. Рецензенты отметили этот дебют как рекорд в истории театра, так как Кристине сумела дебютировать одновременно в двух спектаклях за одни сутки: накануне вечером она исполняла заглавную партию в другой опере Пуччини — «Мадам Баттерфляй». Также исполнение «Богемы» стало для неё дебютом в серии кинотрансляций «The Met: Live in HD». В итоге Кристине продолжила исполнять обе партии в Метрополитен-опера в течение следующего сезона. В ходе продолжения сотрудничества с «Метрополитен опера» в 2017 году Кристине исполнила заглавную партию в опере Антонина Дворжака «Русалка».
В сезоне 2013/2014 Кристине Ополайс также исполнила заглавную партию в опере Пуччини «Манон Леско» в Ковент-Гардене, в 2016 году эта постановка также была перенесена в Мет..

## Семья
- Муж — Андрис Нелсонс (с 2011 до 2018 года)[9], главный дирижёр Бостонского симфонического оркестра (с 2013 года)[16].
- Дочь — Адрианна Анна (род. в декабре 2011)[17]

## Критика об Ополайс
- Дебют Кристине Ополайс в театре «Метрополитен-опера» был тепло встречен критиками. В газете The New York Observer особо отмечались «парящий голос и пронзительное театральное присутствие», а также «наиболее убедительное исполнение» партии Чио-Чио-Сан за последние 20 лет[18].
- Рецензент Commdiginews отметил в дебюте Кристине Ополайс в партии Мими в Метрополитен-опера особую мягкость и молодость вокального тембра, не требующую дополнительной корректировки нюансов.[19]

## Партии
- Джакомо Пуччини — «Богема» — Мюзетта (Латвийская национальная опера, 2003)
- Иоганн Штраус — «Летучая мышь» — Розалинда (Латвийская национальная опера, 2003)
- П. И. Чайковский — «Евгений Онегин» — Татьяна (там же, 2004)
- А. Г. Рубинштейн — «Демон» — Тамара (там же, 2004)
- П. И. Чайковский — «Пиковая дама» — Лиза (Латвийская национальная опера, 2005; Teatro Regio, Турин, 2008)
- Джакомо Пуччини — «Тоска» — Тоска (Латвийская национальная опера, 2005; Берлинская государственная опера, 2006)
- Р. Вагнер — «Летучий голландец» — Сента (Латвийская национальная опера, 2006)
- Д. Д. Шостакович — «Леди Макбет Мценского уезда» — Катерина (Латвийская национальная опера, 2006)
- Р. Вагнер — «Золото Рейна» — Фрея (там же, 2006)
- В. А. Моцарт — «Свадьба Фигаро» — Графиня (там же, 2006)
- Джакомо Пуччини — «Мадам Баттерфляй (Чио-Чио-Сан)» — Чио-Чио-Сан (Латвийская национальная опера, 2006; Ковент-Гарден, 2010; «Метрополитен-опера», 2016)
- Джакомо Пуччини — «Богема» — Мими (Венская государственная опера, 2008, «Метрополитен-опера», 2014)
- С. С. Прокофьев — «Игрок» — Полина (Ла Скала и Лионская опера, 2008)
- А. Дворжак — «Русалка» — Русалка (Баварская опера, 2010; «Метрополитен-опера», 2017)
- Джакомо Пуччини — «Тоска» — Флория Тоска (Венская государственная опера)
- Джакомо Пуччини — «Манон Леско» — Манон («Метрополитен-опера», 2016)
- Джакомо Пуччини — «Сестра Анджелика» — Анджелика  («Метрополитен-опера», 2018)[20]

## Награды
- Награда «Талавии» имени Паула Сакса (2004)
- Театральная премия Латвии как лучшей оперной артистке (2005)
- Премия Латвийского фонда культуры (2005)
- Большая музыкальная награда Латвии (2006)
- Орден Трёх звёзд, III степени (2016)[21]
- Почётный гражданин Резекне (2016)[22].